# Rolls-Royce Silver Cloud
De Rolls-Royce Silver Cloud is een luxe auto die door Rolls-Royce Limited geproduceerd werd van april 1955 tot maart 1966. De Silver Cloud verving de Silver Dawn en werd op zijn beurt vervangen door de Silver Shadow.

## Geschiedenis
De Rolls-Royce Silver Cloud wordt door velen beschouwd als de mooiste auto die het merk ooit voortbracht. Het model was Rolls-Royces hoofdmodel van april 1955 tot maart 1966. Het ontwerp had sterke veranderingen ondergaan ten opzichte van de voorgaande modellen. De Silver Cloud, die 538 cm lengte mat, was de langste ooit van de kleine Rolls-Royces. De versie met verlengde wielbasis kwam pas in 1957 beschikbaar.
In de Verenigde Staten was de Silver Cloud II bijzonder succesvol. Een bekende slogan van het reclamebedrijf aldaar luidde:
At 60 mph the loudest noise in this new Rolls-Royce comes from the electric clock of vertaald: Bij 100 km/u komt het luidste geluid in deze nieuwe Rolls-Royce van de elektrische klok. Het koetswerk was nauwelijks veranderd ten opzichte van de eerste Silver Cloud.
Bij de introductie van de SC III was wel een en ander gewijzigd op designvlak. De Silver Cloud III kreeg dubbele koplampen en hertekende flanken vooraan. Critici verweten de auto dat het ontwerp van onafhankelijk chassis en koetswerk ouderwets was en wezen ook naar de nog steeds gebruikte trommelremmen. De verkoop leed er echter niet onder. In 1966 moest zelfs nog een extra serie gebouwd worden om de vraag bij te houden, zelfs na de introductie van de Silver Shadow in 1965.

## Technisch
Het chassis bestond uit een gelaste stalen constructie met stijfheid die 50% hoger lag dan die van het voorgaande model. De motor van de Silver Cloud was een 4887 cc 6-in-lijnmotor, gekoppeld aan een automatische vierversnellingsbak. De optionele manuele 4-bak, die zelden besteld werd, was vanaf 1957 niet langer te verkrijgen. De remmen waren bekrachtigde hydraulische trommelremmen. De wielbasis van de Silver Cloud is 3124,2 mm; 3225,8 mm voor de verlengde versies. De topsnelheid van de Silver Cloud ging tot 170 km/u. Naar de geest van het merk stond ook deze Rolls-Royce bekend om zijn betrouwbaarheid. Met de Silver Cloud kon 320.000 km gereden worden zonder groot onderhoud.
Bij de introductie van de Silver Cloud II in 1959 veranderde weinig aan het model behalve de motor. De II kreeg een 6230 cc V8 ingeplant in 90° die het totale gewicht van de auto met zo'n 200 kg verhoogde. De topsnelheid steeg tot 183 km/u. De wielbasis van de II bleef gelijk aan die van de eerste uitvoering. De V8 werd in verbeterde vorm door Rolls-Royce gebruikt tot in de jaren negentig.
Ook de introductie van de Silver Cloud III in 1962 veranderde weinig. Enkel de afmetingen en de koplampen veranderden, waarbij dat laatste door velen niet als een verbetering wordt gezien. De topsnelheid was wel tot 197,7 km/u gestegen.

## Versies

### Silver Cloud
- 2238 standaard waarvan 121 van koetswerkbouwer
- 121 met verlengde wielbasis waarvan 36 van koetswerkbouwer
- Totaal: 2359

### Silver Cloud II
- 2418 standaard waarvan 107 van koetswerkbouwer
- 299 met verlengde wielbasis waarvan 41 van koetswerkbouwer H. J. Mulliner, 38 van - James Young, 1 van - Hooper en 1 van - Chapron
- Totaal: 2717

### Silver Cloud III
- 2555 standaard waarvan 328 van koetswerkbouwer
- 254 met verlengde wielbasis waarvan 47 van koetswerkbouwer
- Totaal: 2809

### Koetswerken
- H.J. Mulliner Drophead Coupe
- Hooper Saloon
- James Young Drophead Coupe
- James Young Saloon Coupe
- Park Ward Drophead Coupe
- Standard Saloon (/ - long wheelbase)